# Jan-Niklas Beste
Jan-Niklas Beste (Hamm, 4 de enero de 1999) es un futbolista alemán. Juega de extremo y su equipo es el S. C. Friburgo de la 1. Bundesliga.

## Trayectoria
Formado en las inferiores del Borussia Dortmund, debutó en el primer equipo el 12 de agosto de 2017 ante el 1. FC Rielasingen-Arlen en la Copa de Alemania 2017-18.
En julio de 2018 firmó por el Werder Bremen, club que lo envió a su equipo reserva. En junio de 2019 fue cedido al FC Emmen de la Eredivisie neerlandesa. Debutó en la primera división del país el 24 de agosto ante el Willem II. En su regreso a Alemania, fue cedido al SSV Jahn Ratisbona por dos temporadas.
El 15 de junio de 2022 dejó Bremen y firmó por el 1. F. C. Heidenheim. Allí estuvo dos temporadas y en julio de 2024 fichó por el S. L. Benfica. En sus primeros meses jugó 22 partidos, en los que marcó dos goles y dio otras dos asistencias, y el siguiente 31 de enero regresó a Alemania tras ser traspasado al S. C. Friburgo.

## Selección nacional
Fue seleccionado en categorías inferiores por Alemania.

## Estadísticas

### Clubes
Actualizado al último partido disputado el 4 de mayo de 2025.
| Club                                | Div.          | Temporada     | Liga  | Liga  | Copas nacionales | Copas nacionales | Copas internacionales | Copas internacionales | Total | Total |
| Club                                | Div.          | Temporada     | Part. | Goles | Part.            | Goles            | Part.                 | Goles                 | Part. | Goles |
| ----------------------------------- | ------------- | ------------- | ----- | ----- | ---------------- | ---------------- | --------------------- | --------------------- | ----- | ----- |
| Borussia Dortmund · Alemania        | 1.ª           | 2017-18       | 0     | 0     | 1                | 0                | 0                     | 0                     | 1     | 0     |
| Borussia Dortmund · Alemania        | Total club    | Total club    | 0     | 0     | 1                | 0                | 0                     | 0                     | 1     | 0     |
| Werder Bremen II · Alemania         | 4.ª           | 2018-19       | 28    | 2     | —                | —                | —                     | —                     | 28    | 2     |
| Werder Bremen II · Alemania         | Total club    | Total club    | 28    | 2     | 0                | 0                | 0                     | 0                     | 28    | 2     |
| F. C. Emmen · Países Bajos          | 1.ª           | 2019-20       | 6     | 0     | —                | —                | —                     | —                     | 6     | 0     |
| F. C. Emmen · Países Bajos          | Total club    | Total club    | 6     | 0     | 0                | 0                | 0                     | 0                     | 6     | 0     |
| SSV Jahn Regensburg · Alemania      | 2.ª           | 2020-21       | 16    | 2     | 2                | 0                | —                     | —                     | 18    | 2     |
| SSV Jahn Regensburg · Alemania      | 2.ª           | 2021-22       | 26    | 4     | 2                | 1                | —                     | —                     | 28    | 5     |
| SSV Jahn Regensburg · Alemania      | Total club    | Total club    | 42    | 6     | 4                | 1                | 0                     | 0                     | 46    | 7     |
| 1. F. C. Heidenheim 1846 · Alemania | 2.ª           | 2022-23       | 34    | 12    | 2                | 0                | —                     | —                     | 36    | 12    |
| 1. F. C. Heidenheim 1846 · Alemania | 1.ª           | 2023-24       | 31    | 8     | 1                | 0                | —                     | —                     | 32    | 8     |
| 1. F. C. Heidenheim 1846 · Alemania | Total club    | Total club    | 65    | 20    | 3                | 0                | 0                     | 0                     | 68    | 20    |
| S. L. Benfica Portugal              | 1.ª           | 2024-25       | 13    | 0     | 4                | 2                | 5                     | 0                     | 22    | 2     |
| S. L. Benfica Portugal              | Total club    | Total club    | 13    | 0     | 4                | 2                | 5                     | 0                     | 22    | 2     |
| S. C. Friburgo · Alemania           | 1.ª           | 2024-25       | 12    | 0     | —                | —                | —                     | —                     | 12    | 0     |
| S. C. Friburgo · Alemania           | Total club    | Total club    | 12    | 0     | 0                | 0                | 0                     | 0                     | 12    | 0     |
| Total carrera                       | Total carrera | Total carrera | 166   | 28    | 12               | 3                | 5                     | 0                     | 183   | 31    |

## Palmarés

### Títulos nacionales
| Título                      | Club            | País     | Año     |
| --------------------------- | --------------- | -------- | ------- |
| 2. Bundesliga               | Heidenheim 1846 | Alemania | 2022-23 |
| Copa de la Liga de Portugal | S. L. Benfica   | Portugal | 2024-25 |